# Драгомиров, Михаил Иванович
Михаи́л Ива́нович Драгоми́ров (8 [20] ноября 1830, близ Конотопа, Черниговская губерния, Российская империя — 15 [28] октября 1905, Конотоп) — крупнейший военный теоретик Российской империи 2-й половины XIX века, генерал-адъютант, генерал от инфантерии (30.08.1891), киевский, подольский и волынский генерал-губернатор (с 1898).
Один из ведущих военных педагогов своего времени, Драгомиров возглавил в 1878 году Академию Генштаба. Его «Учебник тактики» (1879) служил настольной книгой для нескольких поколений военачальников России.

## Биография
Михаил Драгомиров родился 8 [20] ноября 1830 года в родовом хуторе близ города Конотоп Черниговской губернии. Его прадед Антон Драгомирецкий-Мацкевич перебрался на Левобережную Украину из Галиции и в 1739 году принял русское подданство. Отец его Иван Иванович Драгомиров в 1804 году поступил на военную службу, был кавалеристом, участвовал в Отечественной войне 1812 года. На средства отца в Конотопе была построена церковь, в которой будущий генерал в детстве читал псалтырь, в этой же церкви был похоронен Михаил Иванович Драгомиров.

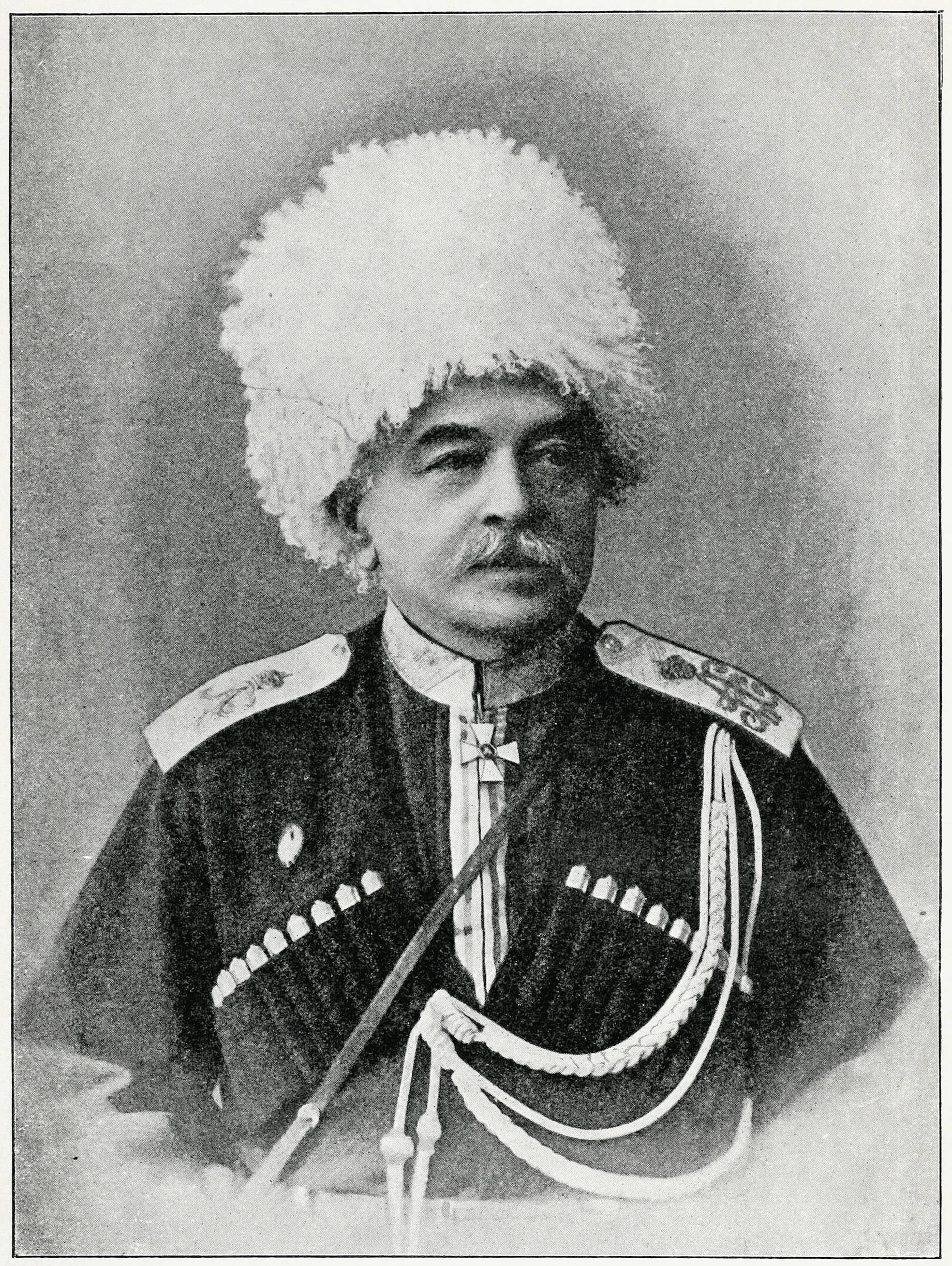
Генерал М. И. Драгомиров
Фото из «Военной энциклопедии»

Михаил учился в Конотопском уездном училище, затем в Черниговской гимназии, из которой выбыл до окончания курса в 1843 году. В 1847 году поступил в петербургский Дворянский полк. Окончив с отличием курс фельдфебелем, в 1849 году был выпущен прапорщиком в лейб-гвардии Семёновский полк. В 1854 году поступил в Военную академию (с 1855 года — Николаевская академия Генерального штаба) и окончил её в 1856 году с золотой медалью и с занесением имени на мраморную доску. После окончания академии получил назначение в Гвардейский Генеральный штаб и вскоре получил чин штабс-капитана. В 1856 году в «Военном журнале» было опубликовано его диссертационное сочинение «О высадках в древние и новейшие времена». В 1858 году был отправлен во Францию для изучения военных учреждений этой страны. Посетил также Бельгию и Великобританию. Во время этой поездки был наблюдателем при штабе Сардинской армии в ходе австро-итало-французской войны. Результатом поездки стала работа «Очерки австро-итало-французской войны 1859 года». В 1860 году был произведён в капитаны и получил должность адъюнкт-профессора (с 1863 года — профессора) кафедры тактики Николаевской академии Генерального штаба. В 1861—1863 годах преподавал военные науки наследнику-цесаревичу Николаю Александровичу.

С начала 1860-х годов Драгомиров активно включился в деятельность по разработке, проведению и продвижению в общественном мнении военных реформ Дмитрия Милютина. Публиковался в российской военной периодике — «Военном сборнике», «Инженерном журнале», «Оружейном сборнике», «Артиллерийском журнале». Занимался преимущественно вопросами тактики и военной педагогики, участвовал в разработке военных уставов. С 1864 года совмещал преподавание в Николаевской академии Генерального штаба со службой на должности начальника штаба 2-й гвардейской кавалерийской дивизии. В ходе Австро-прусской войны 1866 года был военным наблюдателем при прусском V армейском корпусе. В 1867 году с большим успехом прочёл публичные лекции о прошедшем конфликте. В ходе резкой полемики на страницах «Военного сборника» в конце 1867 — начале 1868 года навлёк на себя неудовольствие Александра II и вскоре вынужден был оставить преподавание. В 1869—1873 годах занимал должность начальника штаба Киевского военного округа. С 1873 года — начальник 14-й пехотной дивизии. Готовил дивизию в соответствии со своими педагогическими принципами и взглядами на тактику, что позволило быстро поднять её боеспособность. 

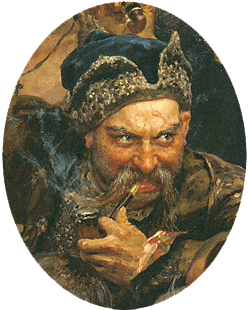
Фрагмент картины И. Е. Репина «Запорожцы».

В русско-турецкую войну 1877—1878 годов Драгомиров командовал 14-й пехотной дивизией. Во главе этого соединения успешно руководил переправой через Дунай у Систова (Свиштов). За блестящие действия при переправе награждён орденом Святого Георгия 3-й степени. 12 августа 1877 года, во время обороны Шипки, был тяжело ранен в ногу и вынужден оставить действующую армию.
В 1878 году назначен начальником Николаевской академии Генерального штаба с присвоением звания генерал-адъютанта. В 1879 году издал свой «Учебник тактики» — на долгое время ставший основным учебным пособием для юнкерских училищ. Значительно расширил выпуск из академии, поддерживая высокие стандарты образования и весьма суровую дисциплину. В 1880-е годы Илья Репин писал с Драгомирова своего кошевого атамана Ивана Серко для знаменитой картины «Запорожцы».
В 1889 году — командующий войсками Киевского военного округа. В 1898—1903 годах состоял также Киевским, Волынским и Подольским генерал-губернатором. В 1901 году награждён высшим российским орденом — Святого Андрея Первозванного. В 1903 году назначен членом Государственного совета. В 1905 году резко критиковал главнокомандующего генерала А. Н. Куропаткина за неудовлетворительное, по его мнению, ведение русско-японской войны.
Драгомиров был известным военным и государственным деятелем, часто становился героем анекдотов и баек, хотя нет никаких достоверных свидетельств правдивости этих историй.
Умер 15 (28) октября 1905 года в Конотопе, похоронен в родовом склепе возле Вознесенской церкви (склеп не сохранился). В 1992 году в Конотопе ему поставлен памятник работы украинского скульптора Б. С. Довганя.
Награды Российской империи
- Орден Святого Андрея Первозванного (06.12.1901);
- Орден Святого Георгия 3-й степени (1877);
- Орден Святого Владимира 1-й степени (1896);
- Орден Святого Владимира 2-й степени (1880);
- Орден Святого Владимира 3-й степени (1869);
- Орден Святого Владимира 4-й степени (1862);
- Орден Святого Александра Невского (1889);

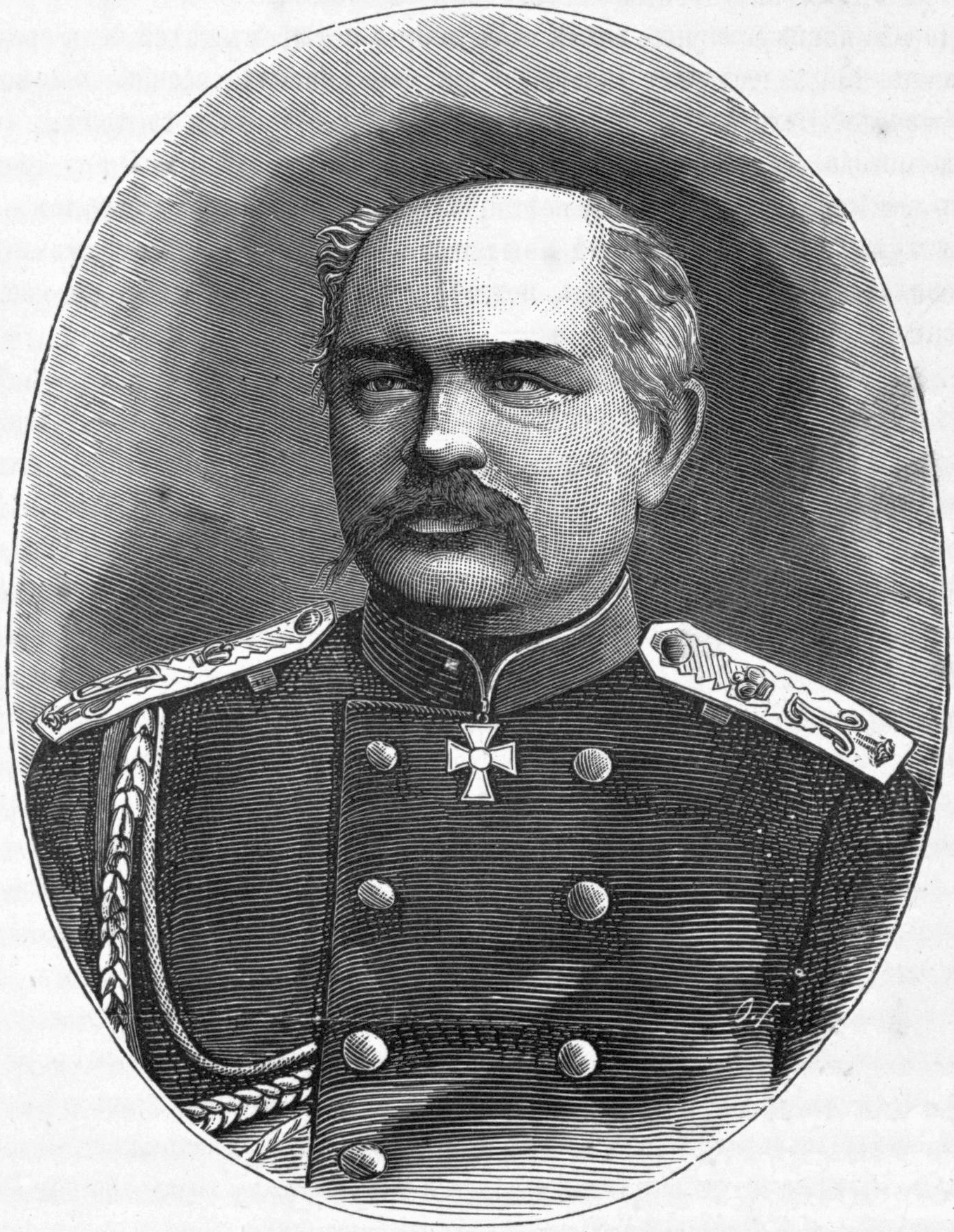
Драгомиров на портрете П. Ф. Бореля, гравированном Ф. Ф. Герасимовым.

- Алмазные знаки к Ордену Святого Александра Невского (1894);
- Орден Белого Орла (1886);
- Орден Святой Анны 2-й степени (1865);
- Орден Святой Анны 3-й степени (1859);
- Орден Святого Станислава 1-й степени (1871);
- Орден Святого Станислава 3-й степени (1862);
- Знак отличия за XL лет беспорочной службы (1890);
- Знак отличия за L лет беспорочной службы (1900);
- Табакерка с портретом в Бозе почившего Императора Александра III, украшенная бриллиантами (1894);
- Табакерка с портретом Императора Николая II (1899)

Награды иностранных государств
- Орден «Святой Александр» 1-й степени (Болгария, 1883);
- Алмазные знаки к Ордену «Святой Александр» (Болгария, 1899);
- Орден Благородной Бухары (Бухарский эмират, 1893);
- Орден Короны государства Бухары (Бухарский эмират, 1897);
- Орден Искандер-Салис (Бухарский эмират, 1898);
- Орден Святых Маврикия и Лазаря, офицер (Италия, 1860);
- Орден Короны Италии, большой крест (Италия, 1891);
- Орден Короны, кавалер 2-го класса (Пруссия, 1866);
- Крест в память кампании 1866 года (Пруссия, 1867);
- Орден Короны Румынии, большой крест (Румыния, 1899);
- Орден Таковского креста, большой крест (Сербия, 1879);
- Мечи к Ордену Таковского креста (Сербия, 1892);
- Медаль Милана Обреновича «Памятный знак войны 1876-1877-1878 годов» (Сербия, 1878);
- Орден Почётного легиона, большой крест (Франция, 1895);
- Орден Почётного легиона, великий офицер (Франция, 1884);
- Орден Академических пальм, офицер (Франция, 1889);
- Воинская медаль (Франция, 1900);
- Орден Меча, командор (Швеция, 1898);

## Семья

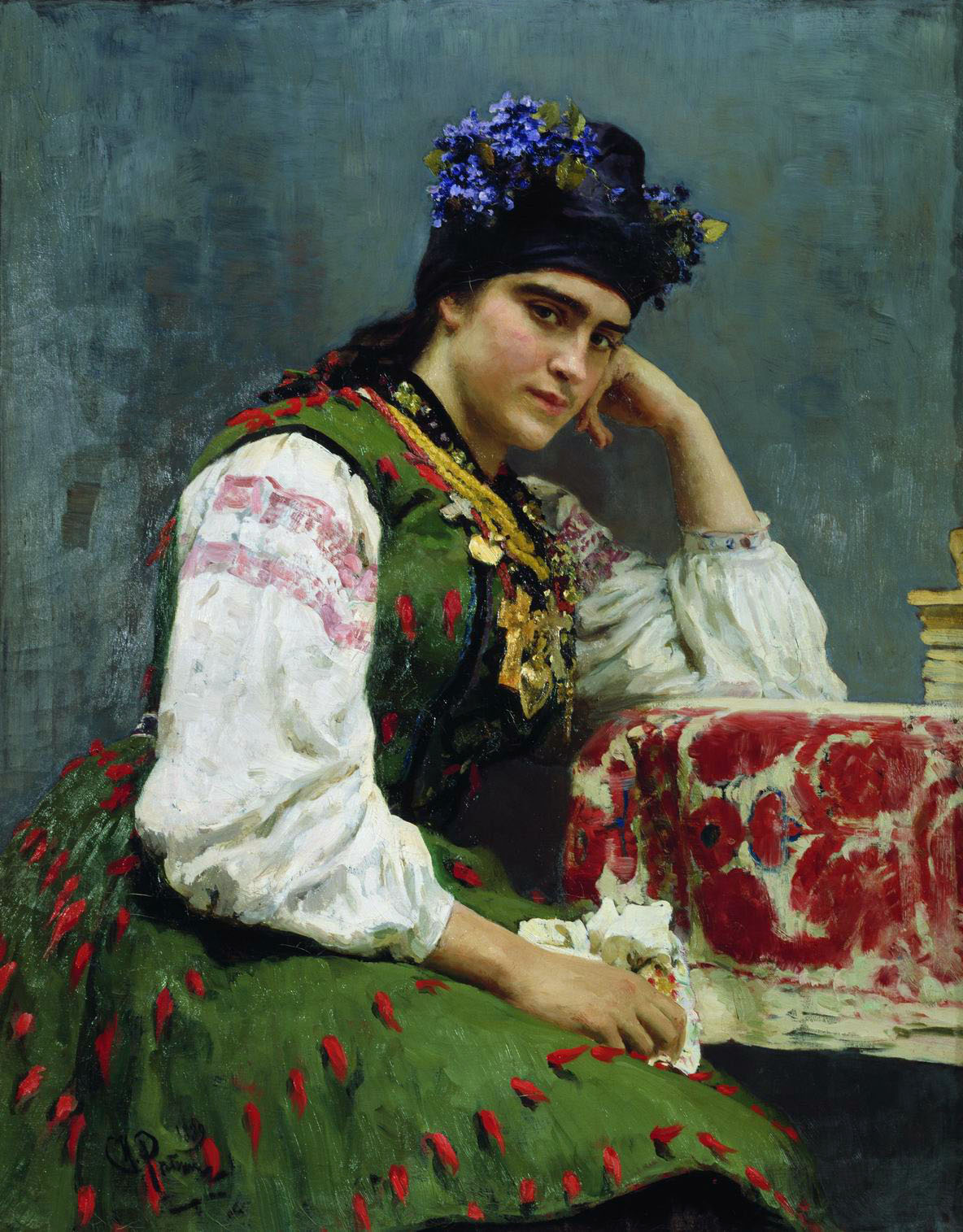
Дочь Софья Михайловна на портрете И. Репина (1890)

Жена — Софья Абрамовна Григорович (1845—1912), дочь врача Николаевского инженерного училища Абрама Платоновича Григоровича (1808—1872) от брака с Александрой Андреевной Окуневой (1825—1866). В 1898 году за заслуги мужа была пожалована в кавалерственные дамы ордена Св. Екатерины (меньшого креста). Увлекалась кулинарией, автор популярной в своё время книги «В помощь хозяйкам. Рецепты разных блюд и заготовок» (Киев, 1903). Похоронена вместе с мужем в Конотопе на погосте Вознесенской церкви. В браке имела детей:
- Михаил (1865—1911).
- Владимир (1867—1928), генерал-лейтенант.
- Абрам (1868—1955), генерал от кавалерии.
- Иван (1870—1888), застрелился. По словам Репина, «он был влюблен в молодую девицу, и они выдумали исповедоваться в грехах друг перед другом. Он нашел себя таким грешником, недостойным её, что убил себя». Девицей этой была Александра Домонтович. будущая Коллонтай[8].
- Софья (1871—1953), с 1902 года супруга генерал-лейтенанта А. С. Лукомского (известны её портреты, выполненные Репиным, Серовым и Серебряковой).
- Александр (1872—?).
- Андрей (1876—?).
- Екатерина (1876—1926), в замужестве за графом Д. Ф. Гейденом (1862—1926).
- Александр (1878—1926) — полковник, участник Белого движения.

## Взгляды
Драгомиров имел крайне преувеличенное мнение о роли боевого духа на поле боя и считал, что победу в бою одерживает не тот, кто лучше вооружён, имеет численное превосходство или лучшую тактику, а тот у кого боевой дух крепче.
По словам А. Ф. Кони, генерал Драгомиров считал русских солдат «святой скотиной».
Михаил Драгомиров разработал систему «развития мозговой деятельности» для солдат, основанную на следующих принципах:
1. Сообщать понемногу одну, много — две мысли.
2. Избегать книжных слов.
3. При малейшей возможности прибегать к примеру или, ещё лучше, к показу.
4. Брать из передаваемого не все сплошь, а в порядке важности, применять к солдатскому быту и службе.

Драгомиров являлся противником скорострельного огня вообще и пулеметов в частности. Был известен регулярными критическими высказываниями в адрес применимости пулеметов в бою, чем замедлил принятие их на вооружение русской армией.

## Сочинения
Из отдельно изданных сочинений Драгомирова наиболее известны: «Очерки австро-прусской войны 1866 г.», «Учебник тактики» (1872), «Опыт руководства для подготовки частей к бою» (1885—1886) и «Солдатская памятка» (1890). Много статей Драгомирова печаталось в «Военном Сборнике», «Русском Инвалиде», «Разведчике» и «Артиллерийском Журнале». Его труды оказали заметное влияние на творчество Н. Д. Бутовского.
- О высадках в древние и новейшие времена. СПб.: Тип. Штаба Отд. корпуса внутр. стражи, 1857. 137 с.
- Сольферинская битва. СПб.: Тип. Н. Тиблена и К°, 1861. 88 с., 2 л. ил.
- Лекции тактики, читанные в Учебном пехотном батальоне профессором Николаевской академии Генерального штаба М. Драгомировым. СПб.: Тип. А. П. Червякова, 1864.
- Курс тактики для г.г. офицеров Учебного пехотного баталиона. СПб.: Тип. А. П. Червякова, 1867.
- Очерки австро-прусской войны в 1866 г. с большим планом Кениггрецкого поля сражения. СПб.: Тип. деп. уделов, 1867. 238 с., 9 л. карт.
  - Переиздание: Австро-прусская война. 1866 год. М.: Вече, 2011. 320 с., ил.
- Опыт руководства для подготовки частей к бою / Ч. 1. Подготовка роты. Киев: Тип. Окр. штаба, 1870.
- Опыт руководства для подготовки частей к бою / Ч. 2. Подготовка батальона. Киев: Тип. Окр. штаба, 1871.
- Тактика: Курс, принаровл. к прогр. воен. уч-щ. СПб.: Изд. В. И. Головина, 1872.
- Учебник тактики. СПб.: Тип. В. С. Балашева, 1879.
  - Репринт: М.: URSS; Ленанд, 2017. 459, [7] с. : ил.
- Сборник оригинальных и переводных статей. СПб.: Тип. В. С. Балашева, 1881.
- Армейский фельетон по поводу магазинных ружей. СПб.: В. Березовский, 1887.
- Солдатская памятка. СПб.: В. Березовский, 1890.
- Опыт руководства для подготовки частей к бою / Ч. 3. Подготовка трех родов оружия ко взаимной выручке. СПб.: В. Березовский, 1890.
- Офицерская памятка : Мысли и афоризмы ген. М. И. Драгомирова о воен. деле. СПб.: Тип. Н. В. Васильева, 1892.
- Военныя заметки. СПб.: Тип. Гл. упр. уделов, 1894.
- Разбор романа «Война и мир». Киев: Н. Я. Оглоблин, 1895. 135 с.
  - Репринт: М.: URSS; ЛИБРОКОМ, 2011. 134, [1] с.: портр.
- 14 лет. 1881—1894. СПб.: В. Березовский, 1895.
- Жанна Д’Арк. СПб.: В. Березовский, 1898.
- Очерки: Разбор "Войны и мира". Русский солдат. Наполеон 1-й. Жанна д'Арк. Киев: Н.Я. Оглоблин, 1898. 239 с.
- Дуэли. Киев: Тип. Окр. штаба, 1900.
- Выписка из армейских заметок генерала М. И. Драгомирова. Одесса: Тип. Б. Сапожникова, 1902.
- Выборки из замечаний и указаний генерал-адъютанта Драгомирова, касающихся воспитания и обучения роты: (Извлеч. из руководящих приказов, приказаний и распоряжений по Киев. воен. окр. с 1889 по 1902 г.) / Собр. кап. Рудановский. Киев: Печатня С. П. Яковлева, 1903.
- Подготовка войск в мирное время. Киев : Тип. Окр. штаба, 1906.
- Наполеон и Веллингтон. Киев: Тип. Окр. штаба, 1907.
- Одиннадцать лет. 1895—1905 гг. В 2 кн. СПб.: Рус. скоропеч., 1909.

## Память
В честь М. И. Драгомирова названа улицы в Киеве (Печерский район) и Конотопе (где открыт его музей) и два села в Болгарии — Драгомирово (Великотырновская область) и Драгомирово (Перникская область).